# Fernanda Vianna
Fernanda Vianna (Belo Horizonte, 6 de janeiro de 1965) é uma atriz e bailarina brasileira.
Devido a influência de seu tio Klauss Vianna, em 1981, começou a trabalhar com bailarina no Grupo Transforma. No entanto, em 1995 mudou de profissão e ingressou no Grupo Galpão, um grupo de teatro de rua, substituindo Wanda Fernandes como a personagem-título da célebre montagem de Gabriel Villela de "Romeu e Julieta". Com o Galpão, Fernanda viajou por festivais de teatro em todo o país e também internacionalmente.
No cinema, Fernanda protagonizou "O Que Se Move" (2012), de Caetano Gotardo, que lhe rendeu o Kikito de Melhor Atriz no Festival de Gramado.
Em 2017 dirigiu o espetáculo infantil “Berenice e Soriano” de Manuela Dias. No mesmo ano viveu a personagem-título no especial de fim de ano da Globo Minas, "O Natal de Rita", de Ricardo Alves Jr,.
Fernanda é casada com o ator Rodolfo Vaz (que também integrou por muitos anos o Grupo Galpão).

## Filmografia

### Televisão
| Ano  | Título              | Personagem | Nota(s) | Ref   |
| ---- | ------------------- | ---------- | ------- | ----- |
| 2005 | Hoje É Dia de Maria | Coro       |         | [ 3 ] |
| 2010 | A Cura              | Repórter   |         | [ 4 ] |
| 2013 | Além do Horizonte   | Berenice   |         | [ 5 ] |
| 2016 | Justiça             | Lucy       |         | [ 6 ] |
| 2017 | O Natal de Rita     | Rita       |         | [ 7 ] |

### Filmes
| Ano  | Título                 | Personagem          | Nota(s)        | Ref           |
| ---- | ---------------------- | ------------------- | -------------- | ------------- |
| 2005 | Vinho de Rosas         | Antônia             |                | [ 8 ] [ 9 ]   |
| 2008 | As Fadas da Areia      |                     | Curta-metragem | [ 10 ]        |
| 2009 | Moscou                 | Ela mesma           | Documentário   | [ 11 ]        |
| 2011 | O Que se Move          | Ana                 |                | [ 12 ]        |
| 2011 | País do Desejo         |                     |                | [ 13 ]        |
| 2012 | Meu Pé de Laranja Lima | Selma (mãe de Zezé) |                | [ 14 ]        |
| 2013 | Para Tchekhov          |                     | Média-metragem | [ 15 ] [ 16 ] |
| 2013 | Flor, Minha Flor       |                     | Documentário   | [ 15 ]        |
| 2024 | Cidade; Campo          | Joana               |                | [ 17 ]        |

## Teatro
- Romeu e Julieta (1995, direção de Gabriel Villela)
- A Rua da Amargura (1995, direção de Gabriel Villela)
- Um Molière Imaginário (1997, direção de Eduardo Moreira)
- Partido (1999, direção de Cacá Carvalho)
- Um Trem Chamado Desejo (2001, direção de Chico Pelúcio)
- O Inspetor Geral (2003, direção de Paulo José)
- Um Homem é um Homem (2005, direção de Paulo José)
- Tio Vânia (Aos Que Vierem Depois de Nós) (2011, direção de Yara de Novaes)
- De Tempo Somos (2014, direção de Simone Ordones)
- Outros (2018, direção de Marcio Abreu)

*Substitui Teuda Bara eventualmente nos espetáculos "Till, a Saga de um Herói Torto" (direção de Júlio Maciel) e "Os Gigantes da Montanha" (direção de Gabriel Villela).

## Prêmios e indicações
| Ano  | Prêmio                | Categoria        | Trabalho indicado | Resultado | Ref          |
| ---- | --------------------- | ---------------- | ----------------- | --------- | ------------ |
| 1990 | Prêmio Sesc/Sated     | Melhor Bailarina | Carne Viva        | Venceu    | [ 2 ]        |
| 1999 | Festival de Fortaleza | Melhor Atriz     | Toda Hora é Hora  | Venceu    | [ 2 ]        |
| 2012 | Kikito                | Melhor Atriz     | O Que se Move     | Venceu    | [ 1 ] [ 12 ] |